# Mông Tự
Mông Tự (chữ Hán giản thể: 蒙自市, âm Hán-Việt: Mông Tự thị) là một huyện cấp thị (thành phố cấp huyện), từ 2003 là thủ phủ của châu tự trị dân tộc Cáp Nê, Di Hồng Hà, tỉnh Vân Nam, Cộng hòa Nhân dân Trung Hoa. Huyện cấp thị này được nâng cấp từ huyện Mông Tự vào tháng 10/2012; có diện tích 2.228 km², dân số năm 2004 là 33 vạn người. Thành phố này giáp Văn Sơn về phía đông, nam giáp huyện tự trị Bình Biên, tây giáp Cá Cựu, bắc giáp Khai Viễn. Năm 1886, một hiệp ước Pháp đã chọn Mông Tự làm trung tâm buôn bán giữa Vân Nam và xuất nhập khẩu hàng với Bắc Kỳ thuộc Đông Dương.
Mông Tự được biết đến là "thủ đô của những trái lựu" và là cái nôi của món mì qua cầu nổi tiếng. Nơi này cũng chứa đựng nhiều mỏ bạc quy mô lớn. Trên địa bàn thành phố, sự kết hợp hài hòa giữa kiến trúc truyền thống Trung Quốc và phong cách Tây Âu đã tạo nên một cảnh quan độc đáo và cuốn hút như  Nam Hồ, những di tích còn sót lại của cảng hiệp ước Mông Tự - Pháp, Đình Ngọc Hoàng… 
Khí hậu ở đây là cận nhiệt đới gió mùa, với lượng mưa tập trung chủ yếu vào mùa hè và ít mưa hơn vào mùa đông. Nhiệt độ trung bình hàng năm dao động từ 15 đến 23 độ C, tạo nên một không gian sống mát mẻ và dễ chịu.